# Silene colorata
Silene colorata là loài thực vật có hoa thuộc họ Cẩm chướng. Loài này được Poir. miêu tả khoa học đầu tiên năm 1789.